# Serres-et-Montguyard
 Serres-et-Montguyard  (en occitano Serras e Mont Guiard) es una población y comuna francesa, situada en la región de Aquitania, departamento de Dordoña, en el distrito de Bergerac y cantón de Eymet.

## Demografía
| 238 | 196 | 181 | 151 | 139 | 152 |
| Para los censos de 1962 a 1999 la población legal corresponde a la población sin duplicidades (Fuente: INSEE [Consultar]) |     |     |     |     |     |